# 군포 (세금)
군포(軍布)는 군역 대신에 납부한 베이다.
임진왜란을 계기로 병농(兵農)을 분리한 모병제로서 훈련도감이 설치되고, 일반 장정들은 군역 대신에 군포라 하여 1년에 2필씩 포를 바쳤다. 조선 정부는 이 군포로써 군비에 충당하였다. 그러므로 이 군포의 납부는 일종의 세와 같이 되었다.
1년에 2필의 포라는 것은 결코 가벼운 부담이 아니었다. 그중에는 관리와 결탁하여 군포의 납부를 면제 받은 사람이 있었고, 황구첨정·백골징포 등의 부정 수단이 횡행했다. 따라서 농촌은 피폐하여 갔다. 여기서 군포의 징수를 개혁할 필요가 생겨 균역법이 대두하게 되었다.

## 같이 보기
- 균역법
- 군역
- 삼정